# Aditya Dev
Aditya 'Romeo' Dev (Phagwara, India, 1 de noviembre de 1988 - Jalandhar, India, 13 de septiembre de 2012) fue un físico culturista indio con enanismo.

## Biografía
Se hizo famoso, al ser mencionado en la prensa del Reino Unido en febrero de 2008. Romeo podía cargar una presión de 2 kg de mancuerdas, una hazaña notable, dados sus 9 kg de peso corporal y sus 84 cm de estatura. A pesar de que no ha sido publicado en el libro Guinness World Records, en 2006 se le reconoció como "el culturista más pequeño del mundo".
Romeo tenía una cabeza de 38 cm (15 pulgadas) y un pecho de 51 cm (20 pulgadas). Mantuvo su figura trabajando con su entrenador Ranjeet Pal.
Dev hizo muchas apariciones en la televisión local para demostrar sus habilidades de baile.
En verano de 2008, Dev fue diagnosticado con aneurisma, enfermedad que sin tratamiento es una amenaza grave para la vida. El aneurisma y la enfermedad de Moyamoya son síntomas comunes del síndrome MOPD II, que fue la causa de la baja estatura de Dev.
Murió el 13 de septiembre de 2012, después de una ruptura de aneurisma cerebral.